# Monofag
Monofagi so živali, ki so tako zajedalci, kot zajedalci in se hranijo navadno z eno vrsto rastline ali živali. 
Kot rastlinojedec je primer na Kitajskem panda, ki se prehranjuje izključno samo z mladimi poganjki rastline bambus. 
Zajedalski monofagi pa se pojavijo samo na eni vrsti živali, ki ga imenujemo gostitelj, po navadi celo na istem delu njegovega telesa. 
Na splošno monofagi niso razširjeni na obsežnem območju. Če pa so že, se to območje ujema s prehrano določene vrste  monofagov.